# 松本英治
松本 英治（まつもと えいじ、1948年 - ）は工学者。京都大学名誉教授。電磁気材料や機能材料などの先進材料の動的挙動の研究や音響的、電磁気的および熱力学的物性を利用した非破壊評価技術の開発に従事。

## 略歴
東海高等学校卒。京都大学工学部航空工学科卒。工学博士（京都大学）取得。京都大学工学部助手、助教授を経て1996年から現職。日本AEM学会論文賞、日本非破壊検査協会奨励賞、日本AEM学会功績賞、MAGDA優秀講演論文賞受賞。